# Гертруда от Мерания
Гертруда от Мерания (на унгарски: Merániai Gertrúd; на немски: Gertrud von Andechs, Gertrude von Andechs-Meranien) е германска принцеса, графиня на Андекс и унгарска кралица (1205 – 1213) – първа съпруга на унгарския крал Андраш II.

## Произход
Родена е на 24 септември 1185 г. Дъщеря е на меранския херцог Бертолд IV и на съпругата му Агнес от Рохлиц, от фамилията Ветини, дъщеря на граф Дедо V. По-малката сестра на Гертруда – Агнес, която била известна с красотата си, става трета съпруга на френския крал Филип II.

## Кралица на Унгария
Амбициозните родители на Гертруда я дават за съпруга на унгарския принц Андраш (* 1177, † 1235) от династията Арпади, който по-късно през 1205 г. става унгарски крал. Двамата имат шест деца:
- Анна-Мария (* 1204, † 1237), омъжена от 1221 за Иван Асен II, цар на България (ок. 1190 – 1241) [2]
- Бела (* 1206, † 1270), крал на Унгария като Бела IV [2]
- Елжбета (* 1207, † 1231), омъжена за Лудвиг IV, ландграф на Тюрингия [2]
- Коломан (* 1208, † 1241), княз на Халич [2]
- Андраш (* неизвестно, † 1234), княз на Халич-Пшемишъл, женен от 1221 за Мария (Хелена) от Новгород, дъщеря на княз Мстислав [2]

Гертруда се ползва с изключително влияние върху политиката на съпруга си и вероятно поощрява заговорите срещу управлението на брат му Имре.
По време на управлението си Андраш II фаворизира германските роднини на Гертруда, които изпълват унгарския кралски двор и стават причина за недоволството на унгарските магнати и селяни. Докато съпругът ѝ е постоянно зает с военни походи, Гертруда щедро раздава унгарски земи на своите роднини, които стават собственици на една трета от земите на кралството. Обезпокоени от германизирането на страната, унгарските благородници организират заговор срещу кралицата, която е убита по време на лов на 24 септември 1213 г. Погребана е в Пилишкия манастир.